# Psammisia ecuadorensis
Psammisia ecuadorensis är en ljungväxtart som beskrevs av Hørold. Psammisia ecuadorensis ingår i släktet Psammisia och familjen ljungväxter. Inga underarter finns listade i Catalogue of Life.